# تشيك ويليس
تشيك ويليس (بالإنجليزية: Chick Willis)‏ هو مغني أمريكي، ولد في 24 سبتمبر 1934 في Cabaniss ‏ في الولايات المتحدة، وتوفي في 7 ديسمبر 2013 في فورسيث في الولايات المتحدة.

## وصلات خارجية
- تشيك ويليس على موقع ميوزك برينز (الإنجليزية)
- تشيك ويليس على موقع أول ميوزيك (الإنجليزية)
- تشيك ويليس على موقع ديسكوغز (الإنجليزية)